# 작은대나무박쥐
작은대나무박쥐 또는 작은납작머리박쥐 (Tylonycteris pachypus)는 애기박쥐과에 속하는 가장 작은 박쥐로 동남아시아의 토착종이다.

## 특징
뒤영벌 크기의 박쥐로 지구상에 존재하는 가장 작은 포유류의 하나이며, 몸길이가 약 4cm, 꼬리 길이가 약 2.5cm, 날개 폭이 19cm로 측정된다. 다 자란 성체의 몸무게는 1.4~5.2g이다.
털 색은 황금색 또는 황갈색부터 진한 갈색까지 띠며, 하체는 좀더 연한 색을 보인다. 납작한 머리에 짧은 주둥이, 삼각형 모양의 귀를 갖고 있으며 이주는 넓다. 종소명 "파키푸스(pachypus)"는 "굵은 발("thick-footed")이라는 의미로 엄지손가락 바닥과 발 뒤꿈치에 부드럽고 통통한 부분을 갖고 있기 때문에 붙여졌고 이 때문에 대나무 줄기를 잘 쥘 수 있다.